# Balkansko bojišče
Balkansko bojišče (znano tudi kot balkanska fronta) je bilo eno izmed stranskih bojišč prve svetovne vojne. Bojišče se je odprlo 28. julija 1914 s pričetkom prve svetovne vojne ter napadom Avstro-Ogrske na Srbijo. Z vstopom Bolgarije v vojno na strani centralnih sil ter posledično porazom srbske vojske jeseni 1915 je bojišče v glavnem mirovalo, čeprav je po izkrcanju Britancev in Francozov v Solunu ostala odprta solunska fronta. Vstop Romunije v vojno na strani antante avgusta 1916, je povzročil odprtje novega romunsko-bolgarskega bojišča, ki pa zaveznikom ni dalo želenega rezultata, saj je Romunija komaj preživela napad centralnih sil, maja 1918 pa je bila celo prisiljena kapitulirati. Balkanska bojišča so nato mirovala do leta 1918, ko je zavezniška vojska sprožila veliko ofenzivo, s katero so bile centralne sile pregnane z Balkana.
Balkansko bojišče je odigralo pomembno vlogo pri strateško pomembni železniški povezavi med Nemčijo in Osmanskim cesarstvom. S porazom Srbije ter vstopom Bolgarije v vojno na strani centralnih sil sta Nemčija in Osmansko cesarstvo dobila neposredno povezavo. Preko nje sta si državi izmenjavali surovine in orožje. Povezava je bila izrednega pomena predvsem za Osmansko cesarstvo, saj so preko nje Nemci osmansko vojsko zalagali s težko oborožitvijo. Bojišče je tudi preprečevalo neposredno kopensko in pomorsko povezavo med zahodnimi zavezniki in Rusijo.

## Predhodno dogajanje
Dolga stoletja sta razmere na Balkanu krojila dva ključna igralca, habsburška monarhija in Osmansko cesarstvo, moč katerih pa je konec devetnajstega stoletja začela vidno upadati. To je bilo še najbolj opazno pri Osmanskem cesarstvu, ki je bilo le še bleda senca velesile, zato so cesarstvu pravili kar bolnik iz Bosporja. Slabe razmere v cesarstvu so izkoristile balkanske države in ustanovile balkansko ligo, ki so jo sestavljale: Srbija, Bolgarija, Črna gora in Grčija. Države so bile največje sovražnice Osmanskega cesarstva na Balkanu, njihov edini cilj pa je bila zasedba večine osmanskih ozemelj v Evropi. Osmega oktobra 1912 je izbruhnila prva balkanska vojna, oslabljena osmanska vojska ni bila kos združenim vojskam balkanske lige zato se je umaknila z večine Balkana, 30. maja 1913 pa je bila v Londonu prisiljena podpisati mirovno pogodbo. Balkanske države so slavile zmago, vendar le za kratek čas, težave so se kmalu pojavile z ozemlji, še posebej z Albanijo in Makedonijo. Albanija je na pobudo evropskih velesil, predvsem Avstro-Ogrske, postala samostojna država. Makedonija je takoj za tem postala glavno jabolko spora, ki je balkanske države pripeljal v drugo balkansko vojno. Bolgarija se namreč ni strinjala z dodeljenimi ozemlji, zato se je odločila, da si bo sama vzela tisto, kar ji pripada, s tem po je prišla v spor z ostalimi balkanskimi državami: Srbijo, Črno Goro in Grčijo, ki so bile pred kratkim še njene zaveznice. Bolgarska vojsko je bila zaradi številnih nasprotnikov obremenjena do skrajnosti, zato sta situaciji izkoristili Romunija in Osmansko cesarstvo, ki sta imela do Bolgarije ozemeljske zahteve, ter jo še sami napadli. Bolgarija, obkrožena s sovražniki iz vse strani, je popolnoma izgubila nazor nad dogajanjem na bojišču, zato je bila po mesecu dni bojev prisiljena zaprositi za premirje. Druga balkanska vojna se je končala s podpisom mirovnega sporazuma v Bukarešti, 10. avgusta 1913. Vojna se je za Bolgarijo končala slabo, saj je izgubila več ozemlja, kot ga je v prvi balkanski vojni pridobila.
V balkanskih vojnah je moč Srbije tako politično kot vojaško skokovito narasla s tem pa tudi njen nacionalizem. Stara Avstro-Ogrska, ki jo je sestavljalo kar 11 narodov, pa se je nacionalizma, še posebej slovanskega, najbolj bala, saj bi lahko v cesarstvu kadar koli lahko prišlo do upora, ki bi imel katastrofalne posledice za državo. Da bi prekrila te strahove in pokazala svojo moč, je v Bosni organizirala vojaške manevre, ki si jih je ogledal prestolonaslednik Franc Ferdinand s svojo ženo Sofijo Chotek. Po končanih manevrih se je par 28. junija 1914 odpravil v Sarajevo. Tam jih je pričakala množica radovednežev, med katerimi pa je bilo tudi šest atentatorjev organizacije Črna roka. Ob 10:10 se je zgodil prvi napad, napadalec je v kolono avtomobilov vrgel ročno bombo, ranjenih je bilo dvajset ljudi prestolonaslednik v napadu ni bil poškodovan zato je v spremstvu pot nadaljeval proti mestni hiši, kjer ga je čakal sprejem. Po sprejemu se je par odločil, da bo v bližnji bolnici obiskal ranjene v bombnem napadu. Vodja protokolarne skupine se je zaradi varnosti odločil, da bo spremenil pot avtomobilov, pri tem pa ni obvestil voznika avtomobila, v katerem se je vozil prestolonaslednik z ženo. Avtomobil je zato na enem izmed križišču zavil v napačno smer, voznik je to ugotovil, zato se je ustavil in se pripravil, da z vzvratno vožnjo popravi smer vožnje. Kratki postanek je izkoristil Gavrilo Princip, stopil je proti avtomobilu in dvakrat ustrelil. Prva krogla je zadela Sofijo v trebuh, druga pa prestolonaslednika v zgornji del trupa. Principa so prijeli nekaj sekund po atentatu, prestolonaslednik in njegova žena sta umrla na poti proti guvernerjevi rezidenci, kjer naj bi ju čakal zdravnik.
Atentat je šokiral Avstro-Ogrsko, Evropo in svet. Preiskava je pokazala, da je za atentatom stala srbska obveščevalna služba, zato je Avstro-Ogrska zahtevala povračilne ukrepe zoper Srbijo. Z njo so se strinjale vse glavne kraljeve družine Evrope, med njimi je bila tudi ruska, ki je bila sicer glavna zavetnica Srbije. Ker pa so bili povračilni ukrepi zelo širok pojem, so priliko zgrabili politični in vojaški krogi željni vojne. Ironično pri tem je bilo, da je bil atentat izveden prav na Franca Ferdinanda, ki je tem krogom že v preteklosti preprečeval, da se Avstro-Ogrska ni zapletla v vojne. Vendar pa Avstro-Ogrska sama ni morala vstopiti v vojno, potrebovala je dovoljenje Nemčije, svoje glavne zaveznice. Prepričevanje ni trajalo dolgo. Avstrijski politiki so se takoj lotili dela, za Srbijo so sestavili seznam desetih zahtev, ki jih mora ta izpolniti, sicer tvega vojno napoved. Zahteve so bile napisane tako, da se jih svobodna in suverena država nikakor ni mogla izpolniti. Avstrija zahteve dostavi Srbiji 23. julija 1914, odgovor nanje pa pričakuje do 25. julija 1914. Srbska vlada in kralj se znajdejo v dilemi ali zahteve sprejmejo ali ne, časa za odločanje je malo. Iz njihovega vidika so avstrijske zahteve sramotne in nesprejemljive. zato se jim poizkušajo izogniti tako, da iščejo politično in vojaško podporo pri svoji zaveznici, Rusiji. Ta jih zavrne, saj sama ni pripravljena vstopiti v vojno z Avstro-Ogrsko ter posledično z Nemčijo, po drugi strani pa je sama prepričana, da Avstro-Ogrska ne bo tvegala vojne s Srbijo in s tem z Rusijo. Rusija Srbiji da le moralno podporo in ji hkrati svetuje, naj sprejme avstrijske zahteve. Srbiji tako ni ostalo drugega, kot da sprejme avstrijske zahteve. Srbska vlada tik pred rokom Avstriji posreduje odgovor, da sprejema vse zahteve z izjemo zahteve št. 5, ki bi Avstro-Ogrski dovoljevala, da s svojimi silami v Srbiji razišče ter zatre vsa protiavstrijska nacionalistična gibanja. V normalnih političnih razmerah zavrnitev ene zahteve od desetih ne bi bil problem, na predvečer velike vojne pa je to odličen izgovor za vojno napoved. Tri dni kasneje, 28. julija 1914, ob 11:00 Avstro-Ogrska napove vojno Srbiji.

## Srbska fronta
Fronta se je odprla 28. julija 1914 z Avstro-Ogrsko napovedjo vojne Srbiji ter bombardiranjem Beograda, ki se je takrat nahajal tik ob Avstro-Ogrsko Srbski meji. Temu je sledilo še nekaj avstrijskih vpadov čez Savo, Donavo in Drino, ki pa razen visokih izgub niso prinesli nobenega uspeha. Do glavnega napada še ni prišlo saj je Avstro-Ogrska čakala na odobritev Nemčije, ki pa takrat še ni bila v vojni in je pravkar začela z mobilizacijo. To je srbski vojski dalo nekaj dodatnega časa, da se pripravi na obrambo. Mobilizacija srbske vojske se je začela  dva dni pred vojno napovedjo in se končala 9. avgusta tik pred začetkom glavnih bojnih operacij. Vpoklicanih je bilo 450.000 vojakov med 21 in 45 letom, ki so bili razdeljeni v štiri armade: 1. armado, 2. armado, 3. armado in armadno skupino Užice. Bojna moč vseh armadnih skupin skupaj je znašala 250.000 mož, preostali vojaki so bili razporejeni v zaledne službe. Čeprav je mobilizacija potekala hitro in učinkovito pa so srbsko vojsko pestile številne težave. Velik problem je bila oborožitev in oprema, primanjkovalo je pehotnega orožja, topov, ter streliva zanje. Uniform ni bilo za vse vpoklicane zato je bila večina vojakov oblečena v civilne obleke. Država je bila večinoma agrarna, ni imela težke industrije zato ni imela razvite tudi vojaške industrije. Večino orožja je uvažala iz Francije in Rusije, ko sta se ti dve znašli v vojni je začelo orožja primanjkovati tudi njima, zato je bil uvoz vedno težji. Problem se je pojavil tudi z izgubami, v primerjavi z Avstro-Ogrsko je imela Srbija majhno populacijo zato izgube v ljudeh ni morala enostavno nadomeščati, vse kar je lahko naredila je, da je premaknila starostno mejo za vpoklic navzdol in navzgor. Edina prava prednost, ki jo je srbska vojska imela so bile bojne izkušnje, dve balkanski vojni sta vojake in generale dobro prekalili. Srbski vojski je bila v pomoč tudi vojska Črne gora, ki je zbrala do 40.000 vojakov, vendar pa ta vojska ni imela prave borbene vrednosti saj poveljniški kader ni bil profesionalen, vojaki pa niso bili deležni pravega vojaškega urjenja.
Nasproti srbske vojske je stala mogočna avstro-ogrska vojska, ki je pod orožje lahko spravila preko 3 milijona mož. Za napad na Srbijo je imela pripravljeno 2. 5. in 6. armadno skupino. Vsaka armada je imela preko milijon vojakov. Vojska je bila oborožena in vodena po takrat najvišjih vojaških standardih. Sprva je kazalo, da Srbija nima možnosti za zmago z vstopom Rusije v vojno pa so se stvari korenito spremenile. Da bi Avstro-Ogrska zavarovalo mejo z Rusijo je morala tja premestiti večino armade tako je na Srbski meji ostalo le še okoli 285.000 vojakov namenjenih za boj. Tako kot Srbsko so tudi Avstro-Ogrsko vojsko pestili številni problemi, eden izmed večjih je bila izredno pisana narodnostna sestava. Več jezikov je pomenilo veliko težavo v komunikaciji znotraj armade poleg tega so posamezni narodi nasprotovali monarhiji kaj šele, da bi se borili ter umrli zanjo. Problem so bile tudi bojne izkušnje, zadnja večja vojna v katero je bila vpletena Avstro-Ogrska se je zgodila pred več kot štiridesetimi leti, Avstro-Ogrski častniki in vojaki za razliko od Srbskih tako niso imeli nobenih pravih izkušenj v odprtem spopadu z nasprotno vojsko.  Na splošno je bila vojska namenjena zatiranju nemirov in revolucij znotraj monarhije.
Glavni Avstro-Ogrski napad se je začel 12. avgusta 1914, enote 5. armade so ob pomoči 2. armade, ki je bila takrat v procesu premeščanja na rusko bojišče, (6. armada takrat še ni bila pripravljena na boje) prestopile srbsko mejo pri mestih Loznica in Šabac. Mesta in okoliški kraji so bili hitro zavzeti odpor je bil minimalen. Dva dni kasneje bila vojska že več kot 100 km znotraj Srbije in se je že usmerila proti Beogradu. Armadi je poveljeval general Oskar Potiorek, ki je bil prepričan, da bo Srbijo porazil še pred rojstnim dnem Franca Jožefa in se s tem izognil dvema frontama. General pa se je zelo zmotil, saj se ni zavedal, da je storil dve strateški napaki; napadel je čez težko prehoden gorski teren ter s premalo vojaki. Srbskega maršala Radomira Putnika, ki je poveljeval srbski vojski, je avstrijski napad iz zahoda presenetil saj je bil sam prepričan, da bodo Avstrijci napadli iz severa čez odprto ravnino kjer bi imeli prednost.  To ga ni zmotilo, hitro je reorganiziral 1. 2. in 3. armado ter jo poslal na zahod nasproti Avstrijcem. Armadi sta prišli v stik 15. avgusta ob 23:00 na pobočju gore Cer s čimer se je začela prva bitka prve svetovne vojne znana tudi kot bitka na Ceru. Tekom noči je prišlo do večjega števila izredno krvavih spopadov, zaradi trde teme je bila zmeda na bojišču popolna. Zjutraj, naslednjega dne, so imeli Avstrijci že toliko izgub, da so se začeli v paniki umikati iz svojih položajev. V naslednjih dneh so bitko zaznamovali številni spopadi za mesta in vasi okoli Cera. Avstrijcem ni kazalo dobro, čeprav jim je večkrat uspelo odbiti srbske napade so ti neprestano napredovali, zato se je avstrijska vojsko po štirih dneh intenzivnih spopadov začela umikati. Dvajsetega avgusta je vojska v popolnem neredu prečkala reko Drino in se umaknila proti utrjenemu Šabcu. Boj za mesto ni trajal dolgo, ko so Avstrijci videli, da so Srbi za napad na mesto pripeljali težko topništvo so se iz mesta umaknili brez boja. Boji so se končali 23. avgusta s popolno Srbsko zmago.
Poraz na Ceru je bil za avstrijsko vojsko prava katastrofa izgubili so preko 23.000 vojakov umakniti pa so se morali tudi iz že zasedenih ozemelj v Črni Gori. Na drugi strani so se Srbi in njihovi zavezniki veselili zmage, vendar ne za dolgo. Na željo zaveznikov, je Srbija napadla avstrijske čete na področju Srema, s čimer naj bi razbremenila rusko vzhodno fronto. Napad ni popolnoma uspel saj je srbska vojska utrpela težke izgube. Dano situacijo je izkoristil avstrijski general  Potiorek, ki je bil mnenja, da lahko srbsko ofenzivo prepreči le s protiofenzivo. Sedmega septembra so avstro-ogrske čete na zahodu prestopil mejno reko Drino in napadle srbsko vojsko, s čimer se je začela bitka na Drini. Tokrat avstrijska vojska ni naredila napake in je napadla s celotno armado, protiofenziva je delovala maršal Putnik je bil prisiljen umakniti svoje čete iz Srema, da je lahko priskočil na pomoč preostali srbski armadi. Najbolj krvavi so bili boji za goro Jagodnja kjer sta obe strani utrpeli strašanske izgube. Teh izgub pa srbska vojska ni bila sposobna nadomestiti zato ji je bilo ukazano naj se umakne v okoliške hribe ter tam okoplje. Ta strategija pa za relativno majhno in slabo oboroženo vojsko ni bila najboljša saj je bojevanje v jarkih pomenilo predvsem izčrpavanje, glavni boji se se končali v začetki oktobra 1914 brez zmagovalca. Nova bojna črta se je premaknila na reko Kolubaro. Šestnajstega novembra je Avstro-Ogrska izvedla novo ofenzivo, ki je postala znana kot bitka za Kolubaro, utrujena in slabo preskrbljena srbska vojska ni bila kos močnemu pritiski avstrijske vojske zato se je začela postopoma umikati. Maršali Putniku je postalo jasno, da mu ne bo uspelo zaščititi Beograda zato je ukazal evakuacijo mesto. Avstro-Ogrske čete so v mesto vkorakale 2. decembra, kmalu zatem pa je general  Potiorek naredil katastrofalno napako. V okolico mesto je premestil celotno 5. armado, 6. armado pa je pustil samo da se bori proti celotno srbski vojski. Ravno v tistem času pa je srbska vojska dobila izdatno zavezniško pomoč v orožju, ter sveže čete zato je maršal Putnik 3. decembra izvedel obsežno protiofenzivo. Avstrijska 6. armada ni bila kos srbskemu pritisku zato je fronta razpadla,  Potiorek ji je v zadnjem trenutku na pomoč poslal 5. armado vendar je bilo že prepozno, bitka je bila izgubljena. Avstro-Ogrska vojska se je morala umakniti na stare meje, srbska vojska je osvobodila Beograd 15. decembra s čimer se je končala prava faza vojne proti Srbije.
Z vstopom Otomanskega cesarstva v vojno so Avstro-Ogrske težave s Srbijo postale tudi Nemške. Saj je preko Srbije vodila glavna železniška povezava na Orient, preko kateri bi lahko Nemčija  Otomansko cesarstvo zalagala s težko oborožitvijo. Pri tem pa so se pojavile nove težave, Avstro-Ogrska je bila izčrpana ter obremenjena z rusko fronta ter novonastalo soško fronto zato se sama ni bila več pripravljena spuščati v boje s Srbijo. Centralne sile so zato potrebovale novega zaveznika, to je bila Bolgarija, ki je imela s Srbijo številne nerešene ozemeljske zahteve. Triindvajsetega septembra 1915 je Bolgarija sklenila pakt s Nemčijo  in stopila v vojno na strani centralnih sil. Srbija se je znašla pred novo nevarnostjo, ki je bila videti še večja kot na začetku vojne saj je tokrat stala sam kar proti trem vojskam. V mirnem čas je sicer poizkušala na novo opremiti in oborožiti vojsko vendar se ji je to le deloma posrečilo, v osnovi so vojsko še vedno pestile enake težave pomanjkanje na vseh ravneh. Zahodni zavezniki so to, kljub številnim prošnjam Srbije po pomoči, spoznali zadnji trenutek in v Srbijo poslali orožje in enote vendar je bilo že prepozno. Sedmega oktobra 1915 je združena nemško avstrijska vojska prečkala reko Savo in Drino ter napadla Srbijo. Srbska vojska je bila skoraj nemočna,  9. oktobra je padel Beograd, 14. oktobra pa je Srbijo iz vzhoda napadla še Bolgarija. Srbska vojska ni bila kos združenemu napadu zato se je postopoma umikala, po izgubljeni bitki za Kosovo je maršal Putnik ukazal splošni umik proti jugu in zahodu čez Črno Goro in Albanijo. Umik se je spremenil v pravo kalvarijo umikajoči vojski se je pridružile še na tisoče civilistov, po nekaj dneh je zmanjkalo hrane ceste so bile slabo prehodne poslabšalo se je tudi vreme zaradi snega so bili gorski prelazi skoraj neprehodni. Med umikamo je na tisoče vojakov in civilistov umrlo zaradi podhranjenosti, bolezni in podhladitve. Neprestano pa so jih ogrožale še zasledujoče vojske ter sovražna vaška plemena v Albaniji in Črni Gori. Do obale Jadranskega morja se je uspelo prebiti le polovici vojske, tam sojih čakale zavezniške ladje ter jih pripeljale na grški otok Krf. Srbski vojaki so bili tako izčrpani, da so umirali še mesece po umiku, maršal Putnik je zaradi izčrpanosti umrl leto dni pozneje v Franciji. Z umikam zadnjega srbskega vojaka iz Srbije in Črne Gore se je končala drugi del faze vojne proti Srbiji. Centralne sile so izgubile 67.000 vojakov, Srbija 90.000, 174.000 pa jih je pristalo v ujetništvu. Kot odgovor na ofenzivo centralnih sil so zahodni zavezniki v grškem Solunu izkrcali ekspedicijske sile, ki naj bi pomagale srbski vojski, vendar so te sila prišle prepozno. Z njimi so ustanovil t. i. solunsko fronto, ki pa tekom vojne ni odigrala pomembne vloge.

## Romunija v vojni
Tako kot Italija je bila tudi Romunija (takrat kraljevina Romunija) na začetku prve svetovne vojne na strani centralnih sil vendar pa v nasprotju z Nemčijo in Avstro-Ogrsko še ni stopila v vojno. Razlog za to je tičal v zavezniški pogodbi z Avstro-Ogrsko iz leta 1883. Po kateri naj bi Romunija stopila v vojno na strani centralnih sil če bi bila Avstro-Ogrska napadena. Romuni so smatrali, da Avstro-Ogrska ni bila napadena ampak je vojno začela sama zato niso bili dolžni izpolniti pogodbe. Kraljevina je zato ostala nevtralna, medtem pa so v ozadja potekala intenzivna pogajanja za njen vstop vojno, saj je imela država tako za eno kot za druga stran strateško pomembno lego. Na eni strani so intenzivna pogajanja potekala s centralnimi silami na drugi pa z zavezniki, oboja so bila tajna. Vstop Romunije v vojno, na eni ali drugi strani, je bil pogojen z ozemljem Transilvanije, kjer je živelo večinsko romunsko prebivalstvo. Avstro-Ogrska, pod katero je takrat to ozemlje spadalo, si izgubo tako velikega kosa ozemlja ni morala privoščiti za zahodne zveznike ta ni bila težava saj so ponujali nekaj kar ni bilo njihovo. Sedemnajstega avgusta 1916 je Romunija podpisala sporazum z zavezniki in tako prestopila na njivo stran. Romunska vojska je bila velika preko 600.000 vojakov vendar je bila izredno slabo vodena in opremljena. Za Nemce in Avstro-Ogrsko ni predstavljalo posebej resne nevarnosti še posebej zato ker sta ti dve na svojo stran uspeli pridobiti Bolgarijo in Otomansko cesarstvo. Romunija je napadla Avstro-Ogrsko 27. avgusta 1916, preko Karpatov je vstopila v Transilvanijo na svoji poti odrinila avstrijsko prvo armado ter zasedla vsa večja mesta na tem področju  (Brasov, Fagaras in Miercurea Ciuc). Centralne sile, ki so bile takrat obremenjene z zavezniškimi ofenzivami na vzhodni in zahodni fronti, so takoj ukrepale v skladu s predhodnim načrtom. V Transilvaniji sta nemška in avstrijska vojska okrepili obramba medtem ko sta bolgarska in otomanska vojska ob pomoči nemške vojske na jugovzhodu Romunije v pokrajini Dobrudža 1. septembra sprožili obsežno ofenzivo. Romunska vojska se je znašla v boju na dveh frontah kar je bilo preveč zanjo, zato se je generalštab odločil da bo prekinil ofenzivo v Transilvaniji glavne enote preselil na jug ter tam ob pomoči Rusov napadel centralne sile. Glavni boji so se začeli sredi septembra in so trajali do prvih dni oktobra. Sprva je romunski vojski dobro kazalo nato pa se je njihovo napredovanje zaradi slabega vremena nenadoma ustavilo in fronta je obstala na Donavi. Razcepljenost romunske vojske med severnim in južnim bojiščem sta izkoristili nemška in avstro-ogrska vojska ter 18. septembra sprožili protiofenzivo v Transilvaniji. Čeprav se je romunska vojska močno opirala se je morala postopoma umikati tako, da je bila 25. oktobra fronta že na nekdanji romunsko avstrijski meji.  Istočasno so centralne sile sprožile protiofenzivo na južni fronti, po več bitkah jim je 23. novembra uspelo prekoračiti Donavo. Romunska vojska se je znašla v nevarnosti saj ji je grozilo, da jo bojo presekali na pol ter s tem ogrozili Bukarešto. Rešil jih je lahko drzen protinapad romunskih rezervnih sil ter ruska pomoč. Rusi se s tem načrtom niso strinjali zato so Romuni šli sami v boj. Ofenzivo so sprožili 1. decembra, sprva je dobro kazalo zajeli so veliko ujetnikov nato pa je prišlo do katastrofe. Centralne sile so na severu Romunije z napadom obremenile romunske enote in po treh dneh bojev je ofenziva na jugo propadla s tem pa se je sesula tudi celotna južna fronta.
Bukarešta je padla 6. decembra 1916. Romunska kraljeva družina, vlada in vojska sta se umaknili na sever države ter nadaljevali vojno. Pri umiku je romunska vojska uporabila taktiko požgane zemlje uničila pa je tudi večino naftnih vrtin da te nebi padle v nemške roke. Do koca januarja 1917 se je fronta stabilizirala. Zatišje na fronti so izkoristili zavezniki ter romunsko vojsko na novo organizirali ter oborožili. Do spomladi leta 1917 je ta štela že 400.000 vojakov v deželi pa je bilo tudi milijon ruskih vojakov. Poleti je romunska vojska postala dovolj samozavestna, da je ponovna napadla centralne v okupirani južni Romuniji. Napad je imel le omejen uspeh, kljub temu pa je fronta kot celota igrala izredno pomembno vlogo saj je nase vezala več sto tisoč vojakov centralnih sil ter jim s tem preprečevala, da se niso bojevali na ostalih bojiščih. Nato pa je oktobra 1917 prišlo do katastrofe. V Rusiji je izbruhnila oktobrska revolucija kateri je sledila državljanska vojna. Ruska vojska se je umaknila iz Romunija, vzhodna fronta je razpadla. Nemci so začeli prodirati v na rusko ozemlje pri tem pa niso srečali nobenega odpora, Ukrajina je bila zavzeta v nekaj tednih. Romunija se je z znašla obkrožena s strani centralnih sil, zato ji ni preostalo drugega kot da prosi za premirje. To je bilo podpisano 9. decembra 1917 v romunskem mestu Focșani. Temu je 7. maja 1918 sledil še sporazum iz Bukarešet po katerem je morala Romunija odpovedati nekaterim obmejnim ozemjem ter centralnim silam plačati vojno odškodnino  v ubliki nafte in hrane . Romunija je ponovno vstopila v vojno 10. novembra 1918, dan preden so se zaključile vojaške operacije na zahodni fronti s čimer si je zagotovila dober izhodični položaj za povojno delitev ozemelj.

## Bolgarija v vojni
Ob izbruhu prve svetovne vojne je Bolgarija, tako kor vse zaveznice Nemčije in Avstro-Ogrske razglasila nevtralnost. Ta nevtralnost pa je bila samo navidezna, Bolgarija je bila je bila pripravljena stopiti v vojno vendar je v zameno zahtevala ozemlje svojih glavnih nasprotnikov Srbije, Otomanskega cesarstva in Romunije. Zaradi svoje lega na Balkanu ter velike in relativno močne vojske je bila Bolgarija strateško pomembna za obe strani. Začela se je diplomatska dirka, katera stran bo Bolgarijo prepričalo naj vstopi v vojno na njeni strani. Nemčija, ki je imela z njo že sklenjen tajni sporazum je bila v prednosti, Angleži, ki so vodili pogajanja za antanto, pa so delovali precej pasivno saj niso želeli preveč barantati z ozemlji svojih zaveznikov (Srbija, Romunija, Grčija). Na kocu pa so le še poizkušali doseči, da Bolgarija še naprej ostane nevtralna. Vendar je bilo že prepozno, 11. oktobra 1915 je Bolgarija prestopila na stran centralnih sil. V nekaj dneh je skupaj z avstrijskimi in nemškimi četami napadla Srbijo v smeri Makedonije. Slabo oborožena in opremljena srbska vojska ni bila kos trem armadam zato se je umaknila proti Albaniji in morju kjer je bila nato evakuirana na Krf. V skladu z dogovorom je Bolgarija zasedla Makedonijo na meji z Grčijo pa se je s tem oblikovala t. i. solunska fronta. Čeprav je bila Grčija takrat še nevtralna je na meji med zavezniško vojsko in bolgarsko vojsko prišlo do ostrih spopadov v katerih so Bolgari zasedli tudi nekaj grškega ozemlja. Avgusta 1916 je v vojno na strani antante vstopila Romunija s čimer se je na romunsko bolgarski meji oblikovala nova fronta. Ta je Romunijo prisilila, da se je bojevala na dveh frontah ter s tem posledično izgubila vojno in bila konec leta 1917 prisiljena podpisati premirje. Čeprav je Bolgarija iz večine spopadov prišla kot zmagovalka so ljudje postajali vedno manj nezadovoljni zaradi krize in gospodarskih sankcij, ki jih je povzročila vojna.  Razmere je še dodatno zaostrila februarska revolucija v Rusiji, ki je po Bolgariji zanetila več uporov naperjenih proti bolgarskemu carju, vladi in vojni. Leta 1918 so bolgarsko vojsko ohromili številni upori zato je bila ta prisiljena prekiniti ofenzivo na solunski fronti. Dane razmere je izkoristila zavezniška vojska in septembra sprožila ofenzivo na grško-makedonski meji, pod dveh dneh bojev se je fronta sesula in bolgarska vojska se je morala umakniti. Nova fronta se je zadnji trenutek ustalila tik pred Bolgarsko mejo, kljub temu je bil poraz videti neizbežen. Zato je moral bolgarski car zaveznike prositi za mir. V državi je nato izbruhnila revolucija in revolucionarji so po zgledu Rusije oblikovali republiko, ki pa ni trajalo dolgo saj so čete zveste carju zatrle upor. Car Ferdinand je nato odstopil nadomestil pa ga je njegov sin Boris III. Pogajanje o premirju z zavezniki so se začela 28. septembra, vojna pa se je končala 30. septembra 1918.  Po vojni je Bolgarija v mestu Neuilly podpisala mirovno pogodbo, ta je bila do Bolgarije neprizanesljiva. Država je izgubila ogromno ozemlja (Makedonija, ozemlje ob egejskem morju, ter ozemlje na bolgarsko romunski meji), plačati je morala ogromne vojne reparacije ter zmanjšati vojsko ta pa je morala biti brez letal, podmornic in težke oborožitve. Med prvo svetovno vojno je Bolgarija izgubila okoli 90.000 vojakov.

## Solunska fronta
V začetku oktobra 1915 so centralne sile že tretjič napadle Srbijo, pritisk treh armad (nemške, avstrijske in bolgarske) je bil za majhno, izčrpano in slabo oboroženo srbsko vojsko prevelik zato se je ta začela umikati na jug in proti obali Jadranskega morja. Zavezniki, ki so Srbiji že dalj časa obljubljali izdatno pomoč v oborožitvi in vojakih, vendar jo ta nikoli ni dobili, so sprevideli da so Srbiji šteti dnevi če ne bodo ukrepali. V zadnjem trenutku so sestavili majhno ekspedicijsko vojsko
sestavljeno iz britanskih in francoskih enot. Te so nato poslali v Solun, grško pristanišče ob Egejskem morju od koder naj bi nato krenili proti Makedoniji kjer so se borile srbske enote. Ko so zavezniške ekspedicijske sile prišle v Grčijo je bilo že prepozno, srbska vojska je bila v fazi popolnega umika s čimer si je za las rešila življenje. Zavezniške čete so nato zasedle grško mejo z Makedonijo in Bolgarijo. Čeprav so bile zavezniške čete na grškem ozemlju je ta ostajala nevtralna. To je bilo v interesu  tudi centralnih sil zato so te svoje napredovanje ustavile na meji s čimer je nastala nova t. i. solunska fronta znana tudi kot makedonska fronta. Zaradi nastale situacije je med zahodnimi zavezniki prišlo do razdora. Angleži so menili, da je s padcem Srbije padel celoten Balkan zato so se nameravali umakniti. Francozi niso bili takega menja in so jim ostro nasprotovali.  Dosežen je bil kompromis, v katerem so se dogovorili, da fronto prevzame srbska vojska potem ko se opomore na Krfu. Kmalu za tem se je pojavil še en t. i. grški primer. Grčija je bila nevtralna vendar sam navidez. Grški kralj Konstantin I. je bil pronemško usmerjen medtem ko je bil grški premije Eleftherios Venizelos probritansko usmerjen. Sprav je Grčija podpirala zavezniške čete, pri reševanju srbske vojske, ko pa so te okupirale Solun in njeno okolico se je grška politika nenadoma spremenila. Zahtevale so njen umik, do katerega pa ni prišlo kljub krškim grožnjam z vojaškim posredovanjem. Na drugi strani pa so bili Nemci zadovoljeni z dano situacijo in so naredili vse, da bi Grčija ostala nevtralna. Maja 1916 je med Grčijo in zavezniki prišlo do resnega spora potem ko so ti zahtevali grško demobilizacijo. To je nekatere politične grške kroge tako razjezilo, da so Nemcem posredovali informacije o zavezniškem podpornem napadu na solunski fronti ob vstopu Romunije v vojno. Centralne sile, predvsem Bolgari, so hitro pripravile protinapad in udarili 17. avgusta 1916, tri dni pred francoskim napadom. Boji so bili hudi in so se zavlekli v november ko se je francoskim in srbskim četam v protinapadu posrečilo zasesti Kajmakčalan s čimer so centralne sile prisilili, da so se umaknile iz Bitole. S tem se je celotna grška meja spremenila v vojno območje, ki so ga zaznamovali številni manjši spopadi in topniška obstreljevanja.
Zaradi bolgarske zasedbe vzhodnega dela Grčije je v Grčiji prišlo do politične krize, vendar se je ta kljub temu odločila, da ostane nevtralna. Politična kriza se s tem ni umirila ampak je prerasla v upor, ki je bil še posebej izrazit na zasedenih ozemljih. Uporniki so ustanovili lastno vlado v Solunu, ki je odkrito podpirala zaveznike s tem se je politična zmeda v državi še dodatno povečala. 
To so povečevali tudi sami zavezniki, ki so vedno bolj pritiskali na vlado v Atenah naj prestopi na njihovo stran. Ker diplomacija ni delovala so zasedli korintski prekop, decembra 1917 pa so poizkušali zavzeti celo Atene. Zaradi močnega grškega odpora se je zavezniška t. i. intervencija spremenila v katastrofo in morali so se umakniti. V nadaljevanju so poizkušali s pomorsko blokado, južnega dela Grčije, ki je bila še vedno zvest kralju. Razmere v državi so se z blokado hitro poslabšale zato kralj je moral odstopiti. Štirinajstega junija ga je nadomestil njegov sin Aleksander, vodstvo države pa je z zavezniško podporo prevzel premije Venizelos. Grčija napove vojno centralnim silam 30. junija 1917.
Konec leta 1917 in v začetku leta 1918 so se razmere na fronti korenito spremenile. Vojni je bilo počasi videti konec, vojske centralnih so bile utrujene in vedno bolj demoralizirane. Avstro-Ogrska in Otomansko cesarstvo sta bila tik pred razpadom, Nemčija je utrpela visoke izgube na zahodni fronti in se je borila za lasten obstanek. Na drugi strani je bila zavezniška vojska močnejša kakor kadar koli prej. Ob grško makedonski in bolgarski meji je imela dobro opremljene in motivirane vojske Srbije, Grčije, Italije, Francije in Velike Britanije. Čeprav so bila poveljstva zahodnih zaveznikov sprva skeptična o smiselnosti bojev na Balkanu jih je poveljnik solunske fronte, francoski general Adolphe Guillaumat, prepričal v nasprotno in tako dobil dovoljenje za svojo veliko balkansko ofenzivo. Generala je 17. junija 1918 zamenjal general Louis Franchet d'Espèrey, vendar to ni bisveno vplivalo na priprave za napad. Napad se je začel 14. septembra 1918 z močnim topniškim ognjem ter napadom srbske in francoske vojske pri Dobrem polju. V enem samem dnevu je bila bolgarska vojska poražena in se je začela umikati. Osemnajstega septembra so v napad pri Doiranu krenili še grška in angleška vojska. Tam napad ni potekal po načrtih in izgube so začele naraščale. Zaradi upora v bolgarskih vrstah je tehtnica v zadnjem trenutku prevesila na zavezniško stran. V nekaj dneh je bila fronta popolnoma prebita, zato se je začela bolgarska vojska umikati na svoje državne meje. Devetindvajsetega septembra so zavezniki osvobodili Skopje, naslednji dan pa je bilo sklenjene premirje z Bolgarijo. Po tem se zavezniške vojske ni dalo več ostaviti, angleži so začeli napredovati na vzhod proti Otomanskemu cesarstvu, Srbi in Francozi pa proti severu v smeri Srbije in Avstro-Ogrske. Ker Otomansko cesarstvo pred Cerigradom ni imelo nobenih omembe vrednih enot za obrambo mesto mu ni preostalo drugega kot da prosi za premirje, to je bilo sklenjeno 30. oktobra 1918 v mestu Moudros na otoku Lemnos. Na severu so se nemške in avstrijske enote počasi pomikale proti Avstro-Ogrski, po padcu Niša se je njihovo umikanje še pospešilo. Avstro-Ogrska je v brezizhodnem položju premirje sklenila 3. novembra. Medtem so zavezniške čete že prečkale Donavo in prišle do Madžarske. Madžarska je ločeno premirje sklenila 10. novembra v Beogradu, vojne na balkanu je bilo dokončno konec.

## Dogodki po vojni
Konec prve svetovne vojne, ter razpad Avstro-Ogrske in Otomanskega cesarstva, je na Balkanu pustil  kaotično stanje. Nastale so nove meje, države ter regionalne velesile. Zmagovalke so pobrale vse, poraženke so izgubile vse. Avstro-Ogrska je razpadla in je s tem nehala obstajati. Njena ozemlja na Balkanu (Hrvaška in Bosna) je večinoma dobila Srbija oz. kasneje novonastala država Kraljevina Jugoslavije. Srbija je dobila tudi sporna obmejna ozemlja na bolgarsko-srbski meji. Romunija je dobila Transilvanijo ter ozemlja na meji z Bolgarijo. Bolgarija se je kot poraženka morala razorožiti ter plačati reparacije. Izgubila je ozemlja na meji s Srbijo, Romunijo ter prehod do  Egejskega morja, to ozemlje je dobila Grčija. Italija je dobila zahodni del Slovenija ter večji del hrvaške obale z otoki. Ohranila je tudi močan vpliv v Albaniji, ki naj bi bila samostojna država. Črno Goro, ki je bila pred vojno samostojna država, si je bolj ali manj na silo pripojila Jugoslavija. To je iz vojne prišla kot nesporna zmagovalka in nova regionalna velesila. Otomansko cesarstvo je razpadlo novonastala država Turčija pa je nato kmalu za tem padla v državljansko vojno iz katere jo je rešil šele Mustafa Kemal Atatürk. Z novo povojno razdelitvijo Balkana so bili rešeni nekateri spori iz preteklosti nastalo pa so novi, ki so prišli v ospredje v obdobju med obema vojnama z vzponom fašizma in nacizma.

## Žrtve in škoda
Med vojno na Balkanu je najbolj trpelo srbsko prebivalstvo. Zaradi bolezni, lakote, ter posledic vojaških operacij naj bi umrlo preko milijon srbskih civilistov in vojakov. Ker je Srbija v tistem času imela okoli 4.500.000 prebivalcev so izgube znaša kar 25% celotnega prebivalstva kar je bil najvišji delež izgub prebivalstva v celotni Evropi med vojno. Srbska vojska je izgubila med 275.000 in 365.164 vojakov oz. kar 26% vsega vojaškega osebja kar je največ v Evropi  (Francija 16,8%, Nemčija 15,4%, Rusija 11,5%, Italija 10,3%).
Bolgarija je med vojno mobilizirala 1.200.000 vojakov, od teh jih je 87.000 padlo, 152.390 jih je bilo ranjenih 27.029 pa pogrešanih. Romunija je mobilizirala 750.000 vojakov, 335.706 jih je padlo, 120.000 je bilo ranjenih, 80.000 pogrešanih. Grčija je izgubila 5.000 vojakov, 21.000 pa je bilo ranjenih. Podatkov o avstrijskih in nemških izgubah ni.
Za razliko od zahodnega bojišča kjer so bila pravila boja jasna ter vanj po navadi niso bili vpleteni civilisti je bilo na balkanskem bojišču drugače. Obe v vojno vpleteni strani sta se posluževali nasilja nad civilnim prebivalstvom. Ustreljenih je bilo več tisoč civilistov ter požganih veliko vasi. Na spornih obmejnih ozemljih je pogostokrat prihajalo, do etničnega čiščenja prebivalstva. Povračilni ukrepi vojsk zaradi sabotaže ali širjenja propagande so bili strašanski. Streljanje ali obešanje talcev je bilo nekaj vsakdanjega.